# Istvánháza
Istvánháza (románul: Iștihaza) falu Romániában, Maros megyében.

## Története
Cintos község része. A trianoni békeszerződésig Alsó-Fehér vármegye Marosújvári járásához tartozott.

## Népessége
2002-ben 213 lakosa volt, ebből 193 magyar, 6 román és 14 cigány.

## Vallások
A falu lakói közül  179-en református 19-en ortodox és 3-an római katolikus hitűek.